# Jonathan Strange & Mr Norrell
Jonathan Strange & Mr Norrell  este primul roman scris de autoarea britanică Susanna Clarke. Fiind o poveste cu o istorie alternativă, situată în Anglia secolului XIX în timpul războaielor napoleoniene, cartea este bazată pe premiza că magia a existat cândva în Anglia și că a fost readusă de doi bărbați: Gilbert Norrell și Jonathan Strange. Romanul a fost descris ca fiind unul fantasy, istoric, având totodată și o istorie alternativă.
Povestea este o combinație de mai multe tradiții literare romantice, cum ar fi comedia de moravuri, povestea gotică și eroul byronian. Limbajul romanului parodiază stilurile de scriere ale secolului XIX, așa cum sunt cele ale lui Jane Austen și Charles Dickens. Clarke descrie supranaturalul cu detalii lumești și combină istețimea spiritului cu ciudățeniile de anticar. Autoarea a suplimentat textul cu aproape 200 de note de subsol ce povestesc lucruri din trecut și adaugă citate dintr-o enormă bibliotecă fictivă de cărți de magie (inventate de autoare).
Clarke a început să scrie Jonathan Strange & Mr Norrell în 1993; zece ani mai târziu a propus manuscrisul spre publicare. A fost acceptat de editura Bloomsbury și publicat în septembrie 2004, cu ilustrații de Portia Rosenberg. Editura Bloomsbury a fost atât de sigură de succesul ei, incât a tipărit 250.000 de exemplare hardcover.
Romanul a fost foarte bine primit de critici și a ajuns pe locul trei în Lista de Bestselleruri New York Times. A fost nominalizat pe lista lungă, în 2004, la Man Booker Prize și a câștigat în 2005 premiul Hugo pentru cel mai bun roman și Premiul World Fantasy pentru cel mai bun roman.
În România, romanul a fost lansat în 2007 la editura Rao, în colecția RAO CLASS, traducerea fiind semnată de Mădălina Stancu.

## Prezentare
Magicienii englezi au fost cândva minunățiile lumii, cu zâne pe post de servitoare la solicitarea lor; puteau porunci vânturilor, munților și pădurilor. Dar la începutul anilor 1800, și-au pierdut capacitatea de a efectua magie. Singurul lucru pe care îl mai puteau face era să scrie lucrări lungi și anoste despre magie, în timp ce zânele servitoare nu mai erau decât niște amintiri vagi.
Dar la Mănăstirea Hurtfew din comitatul Yoskshire, bogatul și izolatul Mr Norrell a construit o minunată bibliotecă cu cărți pierdute și uitate din trecutul magic al Angliei și a recâștigat câteva puteri ale magicienilor din Anglia. Norrell pleacă la Londra și aduce la viață o femeie tânără și frumoasă. Curând, bărbatul își acordă ajutorul guvernului în războiul pe care îl poartă cu Napoleon Bonaparte, creând corăbii fantomatice că să îi sperie pe francezi.
Toate merg bine până când un magician rival își face apariția. Jonathan Strange este tânăr, chipeș, fermecător și foarte vorbăreț – exact opusul lui Mr Norrell. Strange acceptă să se alăture și să îndure rigorile armatei lui Wellington și să facă magie pe câmpurile de luptă. Bucuros de ideea că mai există un magician practicant, Mr Norrell îl acceptă pe Strange ca ucenic. Dar curând își dă seamă că ideilor lor asupra a ceea de magia a fost sunt foarte diferite. Pentru Norrell, puterea lor este ceva de trebuie controlat cu atenție, în timp ce Jonathan Strange va fi mereu atras de cele mai periculoase și sălbatice forme de magie. Acesta devine fascinant de figura antică și umbrită a Regelui Corb, cel mai legendar magician al tuturor timpurilor. În cele din urmă, căutarea nepăsătoare a lui Strange spre magia de mult-uitată amenință să distrugă nu numai relația cu Norrell, dar și altele la care tânărul ține cel mai mult.